# Parafia św. Wojciecha i św. Ignacego Loyoli w Polesiu
Parafia św. Wojciecha i św. Ignacego Loyoli w Polesiu (biał. Парафія Св. Войцеха i св. Ігнацыя Лаёлы, святара y Палессу) – była parafia rzymskokatolicka w Polesiu. Należała do dekanatu postawskiego diecezji witebskiej. Została wydzielona z parafii św. Andrzeja Apostoła w Łyntupach. Formalnie istniała do 2016 r., lecz nie posiadała świątyni. 
W 1860 roku w Polesiu znajdowała się kaplica należąca do parafii w Łyntupach.